# Đơn tính luyến ái
Đơn tính luyến ái (tiếng Anh: monosexuality) là sự hấp dẫn về mặt tình cảm hoặc tình dục với những người thuộc duy nhất một giới hoặc giới tính nhất định. Người đơn tính có thể nhận diện bản thân là một người đồng tính hoặc dị tính.
Các thảo luận về xu hướng tính dục chỉ ra rằng thuật ngữ này chủ yếu được sử dụng để phân biệt với song tính luyến ái, toàn tính luyến ái, các giới hay bản dạng trung tính về giới khác.  Thuật ngữ này còn thường bị coi là thiếu tôn trọng khi sử dụng và mang hàm ý công kích các đối tượng được gán nhãn mà cụ thể ở đây là những người đồng tính nam và người đồng tính nữ.

## Tranh cãi
Đối với những người đồng tính nam và đồng tính nữ có quen với thuật ngữ này, đây thường được coi là một cụm từ được đặt ra để tạo đặc quyền đối với người song tính luyến ái hơn các xu hướng tính dục khác. Cũng bởi lí do vậy mà một số người song tính tránh việc sử dụng từ này.
Vào đầu những năm 1990s, trên các diễn đàn xảy ra trận cãi nhau nảy lửa xuyên suốt nhiều tháng trời trên những diễn đàn như soc.bi và soc.motss rằng liệu thuật ngữ này có ám chỉ chứng ghê sợ đồng tính luyến ái, hay chỉ đơn thuần là sự đáp trả của người song tính đối với chứng ghê sợ song tính luyến ái đến từ những người đồng tính khác.

## Chủ nghĩa độc tôn đơn tính luyến ái
Chủ nghĩa độc tôn đơn tính luyến ái (tiếng Anh: Monosexism) chỉ thái độ, thành kiến và sự kì thị đối với những người có hấp dẫn với nhiều hơn một giới. Chủ nghĩa này có thể cho rằng dị tính luyến ái và/hoặc đồng tính luyến ái cao cấp hơn hay chính thống hơn song tính luyến ái và các xu hướng tính dục khác có hấp dẫn với nhiều hơn 2 giới. Thuật ngữ này thường được dùng để chỉ sự kì thị đối với những người song tính và những người có sự hấp dẫn với nhiều hơn 1 giới nhưng bớt bạo lực và công khai hơn chứng ghê sợ song tính luyến ái.
Một số người dị tính cho rằng song tính luyến ái là một điều sai trái, thậm chí có người còn đi xa hơn nữa khi cho rằng tất cả các xu hướng tính dục khác ngoại trừ dị tính luyến ái cũng như vậy. Một số người đàn ông đồng tính cho rằng người song tính là những kẻ thiếu sự tự chấp nhận bản thân, thậm chí cho rằng họ là người đồng tính nhưng chỉ đang trong giai đoạn chối bỏ bản thân. Còn những người đồng tính nữ cho rằng những người phụ nữ song tính thực chất là những người dị tính và chỉ tham gia vào một mối quan hệ với nữ giới chỉ để thu hút sự chú ý của đàn ông, hoặc chỉ đang cảm thấy bối rối. Một số cho rằng những người song tính là những kẻ cố chen chân vào cộng đồng LGBTQIA+ và đồng thời được hưởng đặc quyền của người dị tính cùng một lúc.
Một định kiến khá phổ biến khác về người song tính, đặc biệt là giữa những người dị tính, cho rằng người song tính rồi sẽ rời bỏ họ để đến với một người cùng giới. Định kiến tương tự tồn tại trong cộng đồng người đồng tính khi họ cho rằng người song tính sẽ đến với người khác giới, điều này đã dẫn đến góc nhìn cho rằng người song tính là những kẻ lăng nhăng. Đồng thời, nhiều người còn giữ tư tưởng cho rằng người song tính/đa tính/toàn tính rồi sẽ kết hôn và "chọn một phe", điều này đã phủ nhận sự thật rằng những người có hấp dẫn với nhiều hơn một giới họ vẫn sẽ có được sự hấp dẫn với nhiều giới khác nhau ngay cả sau khi họ đã kết hôn.
Một số người song tính hay những người có hấp dẫn với nhiều hơn 1 giới khác đều có thể tự hình thành tư tưởng độc tôn đơn tính nội hoá (Internalized Monosexism), hoặc cảm giác rằng xu hướng tính dục của họ không chính thống, điều mà họ phải chống chọi.
Tuy nhiên, không phải mọi người đồng tính cũng như dị tính giữ quan điểm này. Nhiều người chấp nhận người song tính và những người có hấp dẫn với nhiều hơn 1 giới khác và lên án cái nhìn sai trái về song tính luyến ái này.
Chủ nghĩa độc tôn đơn tính luyến ái là chỉ cụ thể những định kiến về người song tính và những người có hấp dẫn với nhiều hơn một giới. Tuy chủ nghĩa này thượng tôn cả đồng tính luyến ái lẫn dị tính luyến ái, nhưng đây lại không giống với chủ nghĩa độc tôn dị tính luyến ái và chủ nghĩa độc tôn đồng tính luyến ái khi hai chủ nghĩa này hạ thấp lẫn nhau.